# XQc
Félix Lengyel [feliks lɑ̃ʒɛl] (* 12. November 1995 in Laval, Kanada), bekannt als xQc oder xQcOW, ist ein kanadischer Webvideoproduzent, Streamer und ehemaliger E-Sportler. In der Overwatch League spielte er für einen Teil der Saison 2017 als Tank für Dallas Fuel, bevor er das Team wegen wiederholter Kontroversen verlassen musste. 2019 spielte er bis zu dessen Auflösung im Overwatch-Contenders-Team Gladiators Legion. Von 2017 bis 2019 spielte Lengyel für die kanadische Nationalmannschaft im Overwatch World Cup.
Auf der Streamingplattform Twitch ist Lengyel in verschiedenen Spielen aktiv und kommentiert von seinen Zuschauern eingeschickte Bilder und Videos. Seine Reaktionen lädt er auf seinem YouTube-Kanal unter dem Namen „xQcOW“ hoch.

## Leben
Lengyel wurde am 12. November 1995 in Laval, Kanada, geboren und ist auch dort aufgewachsen. Nach seinem ersten Lebensjahr ließen sich seine Eltern scheiden. Lengyel lebte mit seinem Bruder Nicolas unter dem gemeinsamen Sorgerecht der Eltern in beiden Haushalten. In seiner Kindheit entwickelte er eine Leidenschaft für das Skateboarden, Snowboarden, Trampolinspringen und für Videospiele. Einige Sporttricks hat er auf YouTube hochgeladen.
Nach Abschluss der High School studierte er zunächst Humanwissenschaften am Collège d’enseignement général et professionnel (kurz Cégep), bevor er zur Betriebswirtschaftslehre wechselte. Kurz vor seinem Abschluss brach Lengyel nach dreieinhalb Jahren sein Studium ab und begann das Livestreaming von Videospielen auf Twitch. 2016 entdeckte Lengyel das Spiel Overwatch und wurde später in der E-Sport-Szene des Spiels aktiv.

## Professionelle Karriere
Lengyel begann seine Karriere als Tank im Overwatch-Team Q?, das später von Denial eSports verpflichtet wurde. Nach dessen Auflösung spielten Lengyel und die anderen Mitglieder des Teams unter den Namen YIKES! und später Arc 6 weiter. Das Team qualifizierte sich für die Season Zero der Overwatch Contenders, schied aber in der Gruppenphase aus. Vor der Season 1 der Overwatch League löste sich das Team auf.

### Overwatch League
Am 28. Oktober 2017 wurde Lengyel von Dallas Fuel für die Overwatch League als neunter Spieler verpflichtet. Aufgrund kontroverser Aussagen gegen seinen Rivalen Austin „Muma“ Wilmot von den Houston Outlaws suspendierte die Overwatch League Lengyel für vier Spiele und sprach eine Geldstrafe aus. Dallas Fuel begrüßte die Strafe und verzichtete für den Rest der kompletten Stage eins auf den Spieler.
Zum Beginn von Stage zwei kehrte Lengyel in die Aufstellung zurück. Für seine Leistung im Sieg gegen Los Angeles Gladiators wurde er zum besten Spieler der Runde ausgezeichnet. Wenige Tage später wurde Lengyel jedoch gesperrt und von Dallas Fuel entlassen, nachdem ein von ihm veröffentlichtes Twitch-Emote als rassistisch gegenüber einem der Caster der Overwatch-League aufgefasst wurde.
Lengyel legte danach eine Pause ein und konzentrierte sich auf seine Streaming-Karriere. Nach einigen Monaten kehrte er in den Profibereich zurück und trat dem nordamerikanischen Contenders-Team GOATS bei. Februar 2019 wurde Lengyel von Los Angeles Gladiators verpflichtet, wo er im Academy-Team Gladiators Legion zum Einsatz kam. Mit der Einstellung des Spielbetriebs schied Lengyel Ende 2019 aus der Organisation aus.

### Overwatch World Cup
Lengyel spielte für das kanadische Aufgebot bei der Overwatch-Weltmeisterschaft 2017. Das Team qualifizierte sich durch einen 3:0-Sieg gegen die Niederlande für das Turnier und schaffte es dort bis in das Finale, wo es dem Titelverteidiger Südkorea unterlag. Lengyel wurde als wertvollster Spieler der Veranstaltung ausgezeichnet.
Auch 2018 trat Lengyel für Kanada an. Mit dem zweiten Platz in der Gruppenphase zog das Team in das Viertelfinale auf der BlizzCon ein. Dort setzte sich das Team gegen Frankreich mit 3:0 durch, schied jedoch im Halbfinale gegen China aus.
2019 trat Lengyel erneut für Team Kanada an. Als zweitbestes Team der nationalen Rangliste übersprung das Team die Qualifikationsrunde, schied in der Gruppenphase jedoch sieglos aus dem Turnier aus.

## Streaming
Unter dem Namen xQc ist Lengyel als Livestreamer auf der Plattform Twitch tätig. Er hat dort Stand 2024 über zwölf Millionen Follower und in jedem seiner Livestreams mehrere 10.000 Zuschauer. Er ist auf Twitch damit unter den Top zehn der meistgeschauten Livestreamer.
Lengyels YouTube-Kanal hat über 2,3 Millionen Abonnenten. Er lädt dort fast ausschließlich Ausschnitte aus seinen vergangenen Livestreams hoch. Zusätzlich zu den unbearbeiteten Ausschnitten werden auch Stream-Highlights, also die besten Momente aus seinen Streams, auf seinem Kanal hochgeladen.
Im Jahr 2023 schloss Lengyel einen Vertrag über zwei Jahre und 70 Millionen US-Dollar mit dem Twitch-Konkurrenten Kick ab.

## Kontroversen

### Account-Ausschlüsse
Schon vor den größeren Zwischenfällen in der Overwatch League gab es bekannte Fälle von umstrittenen Handlungen. Lengyels Account wurde zweimal wegen Nichteinhaltung der Nutzungsbedingungen von Blizzard suspendiert. Im November 2017 wurde er während eines Wettbewerbs aus einer Overwatch-Runde geworfen und für 72 Stunden aufgrund eines Missbrauchs des Meldesystems suspendiert. Lengyel hatte einen Spieler gemeldet, welcher seinen Helden nach wiederholtem Sterben nicht wechseln wollte.
Im Dezember 2017 wurde er wegen „unangemessenen Verhaltens“  für sieben Tage suspendiert. In einem Video entschuldigte Lengyel sich später für sein Verhalten.
Am 11. August 2018 erhielt Lengyel für das Missachtens der Chat-Richtlinien eine weitere Sperre. Offenbar war er wiederholt von seinen Teamkollegen gemeldet worden. Der Overwatch World Cup erteilte eine offizielle Verwarnung, schloss ihn aber nicht vom Turnier aus.

### Overwatch-League-Suspendierungen
Im Laufe seiner Zeit bei der Dallas Fuel wurde Lengyel zweimal suspendiert. Seine erste Suspendierung erfolgte nach der Niederlage von Dallas Fuel gegen die Houston Outlaws in der ersten Phase. Lengyel machte homophobe Bemerkungen gegenüber dem offen schwulen Houston-Outlaws-Spieler Austin „Muma“ Wilmot, nachdem Wilmot nach dem Spiel Lengyels eigene Sprüche gegen ihn verwendet hatte. Lengyel kam in diesem Spiel nicht zum Einsatz. Die Overwatch-League verhängte daraufhin eine Geldstrafe von 2.000 Dollar gegen Lengyel und sperrte ihn für vier Spiele. Dallas Fuel verlängerte diese Sperre später auf den Rest von Phase eins.
Lengyel kehrte von seiner Suspendierung in Phase zwei zurück, nur um eine Geldstrafe zu erhalten und erneut suspendiert zu werden, weil er das Twitch-Emoticon TriHard in einer „rassistisch verunglimpfenden Art und Weise“ im Twitch-Chat verwendet hatte, als der afro-amerikanische Moderator Malik Forté im Stream erschien. Dieses Mal erhielt er eine Geldstrafe in Höhe von 4.000 Dollar und wurde für vier Runden suspendiert. Am 11. März 2018 erklärte Dallas Fuel, dass Lengyel und sie unterschiedliche Wege gehen werden. In einem Interview sagte Lengyel, dass er zwar gerne auf professionellem Niveau spielt, aber auch gerne Inhalte auf Twitch erstellt. Wenn er erneut ein Angebot zum professionellen Spielen erhielte, würde er eine Weile darüber nachdenken.